# The Highest Law
The Highest Law - debiutancki studyjny album japońskiego zespołu thrashmetalowego Ritual Carnage. Płyta została wydana 1 września 1998 roku przez wytwórnię Osmose Productions. Całość zarejestrowanej na krążku muzyki trwa 31 minut i 27 sekund. Na albumie znajduje się 11 utworów, w tym piosenka "Death Metal", która jest coverem zespołu Onslaught. Twórcą okładki jest Wes Benscoter, amerykański artysta specjalizujący się w tworzeniu okładek zespołów heavymetalowych, a także książek i magazynów.

## Lista utworów
1. „Servant of the Black” – 3:47
2. „The Unjust” – 2:48
3. „Succumb to the Beast” – 2:19
4. „The Highest Law” – 2:53
5. „Master” – 2:50
6. „Domain of Death” – 2:07
7. „Chaos and Mayhem” – 3:31
8. „Damnator” – 2:30
9. „Metal Forces” – 2:38
10. „Attack” – 2:37
11. „Death Metal” – 3:32 (cover Onslaught)

## Twórcy
| - Damian Montgomery – śpiew, gitara - Eddie van Koide – gitara - Shigeyuki Kamazawa – gitara prowadząca - Hide Ideno – gitara basowa - Naoya Hamaii – perkusja | - Erik Rutan – gitara prowadząca (gościnnie: 7, 8) - George "Corpsegrinder" Fisher – śpiew (gościnnie: 11) - Mark Prator – inżynieria dźwięku, miksowanie, mastering - Wes Benscoter – projekt okładki |